# Battonya
Battonya (em romeno:   Bătania; em croata:   Batanja; em sérvio:  Батања) é uma cidade da Hungria, situada no condado de Békés. Tem 145,71 km² de área e sua população em 2019 foi estimada em 5.516 habitantes.